# 大阪ホークスドリーム
大阪ホークスドリーム（おおさかホークスドリーム、英語表記：Osaka Hawks Dream）は、大阪府高石市に本拠地を置き、日本野球連盟に加盟している社会人野球のクラブチームである。
独立リーグからクラブチームへの移行時にチーム名を「大阪HDベースボールクラブ」に改名したが、2018年11月29日に旧称に復した。
現在は野球に留まらず、ソフトボール、卓球、サッカー、バスケットボール、陸上競技など多数の競技種目を抱える総合型スポーツクラブとして活動をおこなっている。

## 沿革

### 結成
2009年1月に株式会社ホークスドリームが設立される。球団運営は名誉顧問である岡田茂樹（医療法人岡田会 岡田クリニック理事長）をトップとして組織。総監督は門田博光。12月に入団テストを行いチームを結成。選手はホークスドリームのグループ会社や医療施設を含めた施設で働きながらチームに所属する。
発足当初は、「神戸9クルーズのファーム」、「メジャーリーグ、NPB、9クルーズを目指すための選手育成球団」と称し、選手育成を目的として活動していた。練習試合では主に関西独立リーグ (初代)のチームと対戦し、紀州レンジャーズ、神戸9クルーズにも快勝した実績から、「独立リーグキラー」の異名を取る。

### 独立リーグ時代
2010年10月27日、2011年シーズンより関西独立リーグに参戦することを発表した。監督には前韓国ヘチコーチの田中実が就任。2011年1月9日に大阪市浪速区で開催された関西独立リーグ代表者会議で参入が正式決定する。
また、ネパールナショナルチーム主将のイッソー・タパが同国出身者初となるプロ選手として入団した。
2011年
4月10日に参入後初の公式戦、紀三井寺球場で行われたスプリングカップ紀州戦を戦い、10-7で初勝利をあげる。スプリングカップは2勝1敗1分の成績で準優勝だった。5月5日に紀三井寺球場で紀州レンジャーズと前期リーグ戦開幕戦を戦い、2-0で勝利。しかし前期リーグ戦途中の6月23日、田中監督が2009年の詐欺容疑で逮捕され、「指導者に不適」として解雇される（実際には詐欺事件に当人の関与はなく、のちに不起訴となった）。後任には門田総監督が就任したが、前期リーグ戦・後期リーグ戦ともに最下位に終わった。
シーズン終了後の10月21日、来年度はリーグ参加を見送る予定と報じられる。2012年はカップトーナメント戦にのみ参加することとなった。
2012年
5月、卓球部を設立。7月22日、関西独立リーグサマーカップに出場し、1回戦で紀州レンジャーズに敗れた。9月11日、関西独立リーグを脱退。
独立リーグ時代の成績
| 年度 | 期 | 監督             | 順位 | 試合 | 勝利 | 敗戦 | 引分 | 勝率 | ゲーム差 |
| ---- | -- | ---------------- | ---- | ---- | ---- | ---- | ---- | ---- | -------- |
| 2011 | 前 | 田中実→ 門田博光 | 5    | 24   | 7    | 16   | 1    | .304 | 8.0      |
| 2011 | 後 | 田中実→ 門田博光 | 5    | 24   | 5    | 15   | 4    | .250 | 11.0     |

### クラブチーム時代
2013年
2013年、球団名を『大阪HDベースボールクラブ』に変更。1月31日付けで日本野球連盟に加盟し、社会人野球のクラブチームとして活動する。当初は大阪ホークスドリームとは別球団として発足させる予定であったが、最終的に一本化された。
2014年
女子野球部を設立。初期メンバーは5名。単独での実戦はなく、愛知県の女子野球クラブチームと合同で大会や練習試合に参加。創部当初、小池総監督と2名のコーチ（男子野球部所属）がいたが、現在は別の選手（こちらも男子野球部所属）が後任コーチを行っている。
2016年
女子ソフトボール部を設立。
2018年
シーズンオフの11月29日、男子野球部を旧称の『大阪ホークスドリーム』に改称した。